# Мартін Мебус
Мартін Мебус (нім. Martin Möbus; 9 травня 1917 — 2 червня 1944) — німецький льотчик-ас штурмової авіації, майор люфтваффе. Кавалер Лицарського хреста Залізного хреста з дубовим листям.

## Біографія
Син селянина. В 1936 році вступив в люфтваффе. Закінчив авіаційне училище. В лютому 1938 року зарахований в штурмову авіацію. З 1939 року служив в 1-й групі 1-ї ескадри пікіруючих бомбардувальників. Учасник Польської і Французької кампаній, а також Німецько-радянської війни. З 13 лютого 1943 року — командир 2-ї групи 2-ї ескадри пікіруючих бомбардувальників, з 17 червня 1943 року — 1-ї групи 5-ї ескадри пікіруючих бомбардувальників. Загинув у автокатастрофі.
Всього за час бойових дій вчинив приблизно 800 бойових вильотів, потопив кілька кораблів (загальною водотоннажністю 14 500 тонн), знищив понад 60 танків, близько 600 автомобілів, 5 бронепоїздів і 18 гармат.

## Нагороди
- Нагрудний знак пілота
- Медаль «У пам'ять 1 жовтня 1938»
- Залізний хрест
  - 2-го класу (26 вересня 1939)
  - 1-го класу (5 травня 1940)
- Лицарський хрест Залізного хреста з дубовим листям
  - лицарський хрест (8 травня 1940) — за потоплення британського крейсера «Сассекс».
  - дубове листя (№ 463; 25 квітня 1944) — за понад 750 бойових вильотів.
- Нарвікський щит
- Нарукавна стрічка «Крит»
- Золотий почесний знак Гітлер'югенду
- Нагрудний знак пілота (Італія)
- Хрест «За військові заслуги» (Італія)
- Почесний Кубок Люфтваффе (24 серпня 1942)
- Німецький хрест в золоті (24 вересня 1942)
- Медаль «За італо-німецьку кампанію в Африці» (Королівство Італія)
- Нарукавна стрічка «Африка»
- Нагрудний знак «За поранення» в чорному
- Авіаційна планка штурмовика в золоті з підвіскою «800»